# نيلاوية
النيلاوية (الاسم العلمي: Indigofereae) هي قبيلة من النباتات تتبع فصيلة البقولية من رتبة الفوليات.

## أجناس
تضم هذه القبيلة الأجناس التالية:
- النيلة (الاسم العلمي: Indigofera)
- القوار (الاسم العلمي: Cyamopsis)
- الفيلوكسيلون (الاسم العلمي: Phylloxylon)
- الخطمداري (الاسم العلمي: Rhynchotropis)